# دنيس سبرينغر
دنيس سبرينغر (بالإنجليزية: Dennis Springer)‏ هو لاعب كرة قاعدة أمريكي، ولد في 12 فبراير 1965 في فريسنو في الولايات المتحدة.

## وصلات خارجية
- دنيس سبرينغر على موقع دوري كرة القاعدة الرئيسي (الإنجليزية)
- دنيس سبرينغر على موقعبيزبول رفرنس.كوم (الدوري الرئيسي) (الإنجليزية)
- دنيس سبرينغر على موقعبيزبول رفرنس.كوم (الدوري الثانوي) (الإنجليزية)
- دنيس سبرينغر على موقع إي إس بي إن.كوم (أم.أل.بي) (الإنجليزية)
- دنيس سبرينغر على موقع مشجعي الرسوم البيانية (الإنجليزية)